# Фридрихсон, Лев Христианович
Лев Христиа́нович Фри́дрихсон (латыш. Leo Fridrihsons; 1889—1937) — советский партийный и государственный деятель, сотрудник внешней торговли.

## Биография
Родился в латышской крестьянской семье в Блиденской волости Курляндской губернии (ныне Латвия) Российской империи. После окончания реального училища в Минске до призыва в царскую армию преподавал математику. В 1908 году вступил в РСДРП(б). Участвовал в событиях февральской и октябрьской революций 1917 года, затем вёл партийную работу в городе Лемзале, но после оккупации Латвии немецкими войсками приехал в Москву, откуда ЦК партии направил его на работу в Пензу. В 1918 году назначен военкомом, а затем товарищем председателя Пензенского губернского Совета народного хозяйства. В начале 1919 года — комиссар финансов Пензенской губернии.
- с января 1919 до 1921 гг. — председатель Исполнительного комитета Пензенского губернского Совета, одновременно с января до июля 1920 года —  председатель Пензенского губернского комитета РКП(б)
- 1921—1922 — член коллегии Народного комиссариата земледелия РСФСР
- 1922—1923 — уполномоченный Народного комиссариата земледелия РСФСР при Торговом представительстве РСФСР в Германии
- 1923—1924 — уполномоченный Народного комиссариата земледелия СССР при Торговом представительстве СССР в Германии
- 1924 — генеральный консул СССР в Швеции
- 1924—1926 — торговый представитель СССР в Дании
- 1926—1930 — уполномоченный Торгового представительства СССР в Германии в Роттердаме (Нидерланды)
- 1930—1931 — заместитель председателя Акционерного общества для продажи хлебопродуктов за границу («Экспортхлеб»)
- 1931—1932 — руководитель хлебными операциями в Европе (Германия)
- 1932—1937 — заместитель торгового представителя СССР в Германии[2]
- с 16.04.1937 — заместитель народного комиссара внешней торговли СССР[3]

### Арест, суд и казнь
Арестован 11 сентября 1937 года. Осужден Военной коллегией Верховного суда СССР по обвинению в «шпионаже и подготовке терактов против членов советского правительства». Приговорён к высшей мере наказания (расстрел) 26 ноября 1937 года. Приговор приведён в исполнение в тот же день. Похоронен на Донском кладбище (общая могила 1).
Реабилитирован определением Военной коллегии Верховного суда СССР 31 октября 1956 года.

## Награды
- 10.07.1935 — Орден Трудового Красного Знамени (за «выдающиеся заслуги, энергию и инициативу в области внешней торговли»)[4]

## Семья
- жена: Фридрихсон (Ларионова), Майя Тимофеевна (1904-1976)[5]